# Une fois encore
Une fois encore (frz.: Noch einmal) ist eine Enzyklika von Papst Pius X., mit der er sich am 6. Januar 1907 an das französische Episkopat, an den französischen Klerus und das französische Volk wendet. In dieser Enzyklika, welche in einem ausgesprochen scharfen Ton gehalten und in Französisch verfasst ist, nimmt er Stellung „zu der Trennung von Kirche und Staat“.

## Zur Trennung von Kirche und Staat
Der Papst beschreibt die damalige Situation in Frankreich als einen erklärten Krieg gegen Gott und die heilige Kirche, deshalb ruft er zu einem Kampf auf und fügt an, dass die Weisheit und das Vertrauen schließlich zu einem Sieg führen werde. Der Sieg wird die Union mit dem Apostolischen Stuhl sein, denn diese Union sei unbesiegbar. Keine staatlichen Versprechungen, Prämien, Drohungen und Gewalt würde zur Spaltung zwischen dem französischen Volk und dem Heiligen Stuhl führen.

## Zur Verfolgung und Enteignung
Der Papst wünscht, dass die Verfolgung der Katholiken eingestellt werden solle, sie seien schließlich nicht das gerechte Mittel und würden nur Übel und Leid verbreiten.
Die kirchlichen Güter seien das Erbe der Kirche und diese dürften nicht enteignet werden, weil dadurch heilige Güter vernichtet würden. Die Zerstörung von kirchlichen Bildungseinrichtungen würde zur Verarmung des Geistes führen und die französische Nation spalten.
Er spricht ausdrücklich von einer Verdammung der staatlichen Vorgehensweisen und vergleicht die Gesetze in Frankreich mit denen in Deutschland, jedoch mit dem Unterschied, dass in Deutschland die katholische Hierarchie ausdrücklich anerkannt werde, des Weiteren bezeichnet er die französischen Gesetze als „Beraubungsgesetze“ und „Konfiskationsgesetze“, welche nur den Schluss der allgemeinen Ablehnung zuließen.